# Fotografare
Fotografare, conosciuta negli anni '90 come Fotografare novità, è una rivista divulgativa di fotografia fondata da Cesco Ciapanna nel 1967.

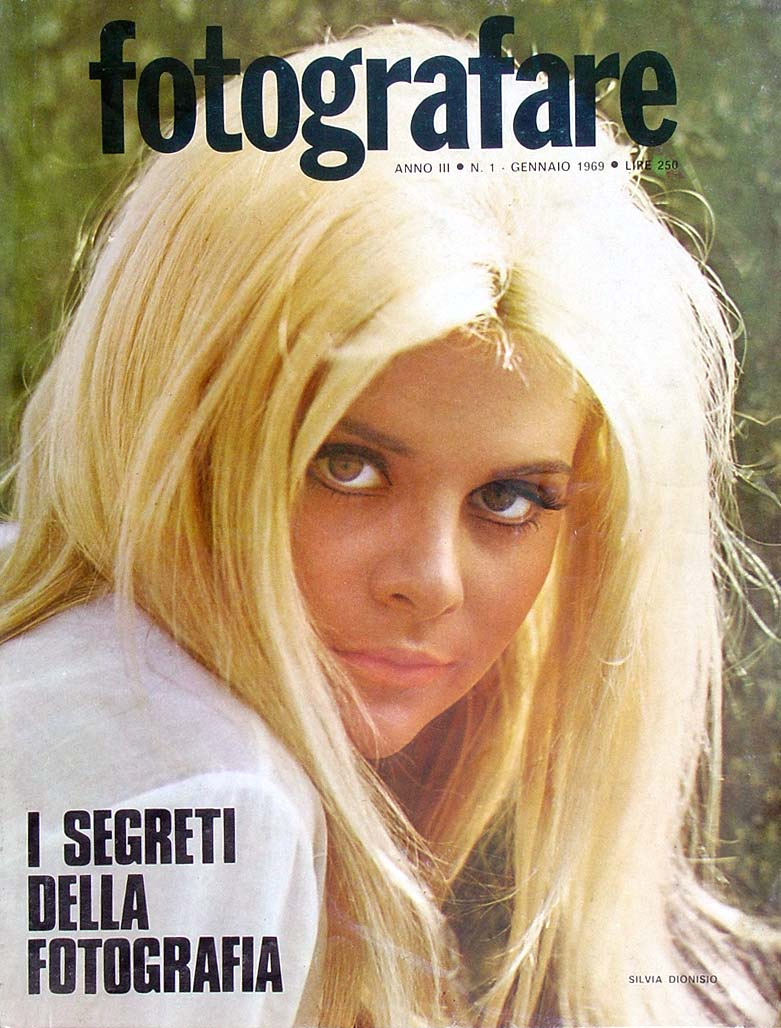
Silvia Dionisio sulla copertina del gennaio 1969

## Storia
Fotografare è stata una rivista di fotografia italiana che nel tempo è risultata essere la più venduta e apprezzata dai fotografi soprattutto amatori.
Il primo numero è stato pubblicato nel marzo 1967, direttore responsabile Cesco (Francesco) Ciapanna, redazione: Walter Torquati, Elvio Capriotti, Carla Alberti, Antonio Cavalieri, Carlo di Nardo, Michelangelo Giuliani, una copia costava £ 250 e la direzione e amministrazione era in Roma, Via Curtatone 12, tel. 464298. 
La rivista nasce per gli amatori; nel commento al primo numero, presumibilmente scritto dallo stesso Ciapanna, si legge, in sintesi, che all’epoca esistevano tre riviste di fotografia dal prezzo 500/600 lire con 15.000 lettori, pochi perché troppo complesse e non rivolte ai dilettanti e con troppo spazio all’illustrazione (Epoca, L’Europeo), mentre vi erano molte persone che volevano imparare a fotografare ed è a questi che si rivolgeva la rivista, un progetto che poi nel tempo avrà successo.
Curiosamente già nel primo numero c’era la posta dei lettori. Molto è centrato sugli apparecchi fotografici tanto che vi sono inserite 34 pagine in rosa dedicate agli apparecchi reflex di vari formati. Un’attenzione era rivolta anche ai cineamatori. La rivista era di piccolo formato 17x24 cm. per 82 pagine. Il primo numero conteneva articoli che trattavano delle nuove macchine fotografiche della Nikon, de Lo strano mondo dei Paparazzi ed ancora de I 5 peccati capitali del cineamatore
Nel 1968 fu pubblicato il primo Fotografare Almanacco, che poi diventerà Almanacco fotografare: conteneva articoli, formule e poche macchine, ma la sezione "prezzi puliti" di reflex, obiettivi, accessori e i vari libri, dai manuali di fotografia agli speciali contenenti i test delle fotocamere, ne decretarono il successo. L’almanacco era inizialmente abbinato alla rivista: il primo numero (Fotografare Almanacco ’69) venne allegato al numero della rivista di dicembre 1968.
La singolarità dell’almanacco non stava tanto nell’elencare i prezzi del materiale fotografico, ma nel proporre prezzi diversi, perché allora c’era l’abitudine di scontare il prezzo del suddetto materiale, fotocamere in particolare. In definitiva il prezzo di listino non corrispondeva quasi mai al prezzo di vendita. Di conseguenza erano forniti tre diversi prezzi: il prezzo orientativo, con lo sconto medio, il prezzo netto che è quello praticato dal distributore ai professionisti, e poi il prezzo di listino cui, precisava l’almanacco, nessuno crede più.
Nel frattempo cambia la sede della rivista: dal 1º gennaio 1968 passa in Via Macallè 2, Roma.
Nel gennaio del 1969 cambia il formato della rivista, che passa da 17x24 cm a 21x28 cm, in copertina una giovanissima Silvia Dionisio, fotografia di Walter Torquati.
Nel 1970 è pubblicato un numero particolare di Fotografare Almanacco dello stesso formato della rivista.
A differenza del successivo Almanacco Fotografare è principalmente dedicato alle fotografie dei fotoamatori italiani, si tratta di un numero abbastanza raro, perché non risulta che ne siano stati pubblicati degli altri.
Nel 1971 il primo vero numero dell’Almanacco Fotografare,  molto diverso da quello del 1968, e la cui pubblicazione durerà ininterrottamente fino al 2016.
Nel 1973 vi è un altro cambio di sede che passa a Via Lipari 11, Roma e nel 1978 si sposta a Via Lipari 8, Roma.
Nel 1988 si assiste all'aggiunta di argomenti alla rivista non inerenti alla fotografia, si pubblicano infatti articoli relativi all'Aids (gennaio 1988), Allarmismo inquinamento (gennaio 1988), Cosa sta succedendo 92 non è una data (febbraio 1988) ed altri come Il Furto della verità e della magia ( dicembre 1988).
Nel 1990 si assiste a una “esplosione” di questi argomenti alieni dedicati dall’onomanzia scritti dallo stesso Ciapanna, per esempio nel numero di dicembre del 1990 su 153 pagine 23 erano dedicate all'onomanzia.
Tuttavia nel 1991 non sono più pubblicati questi lunghi e complessi articoli ma riappaiono nel 1992 per sparire e definitivamente dal 1993.
Ciapanna si ritira nel 2010 e nel 2014 veniva a mancare; in quella occasione gli venne dedicato il numero di maggio 2014 con la sua fotografia in copertina e come si vedrà, la sua rivista non gli sopravvivrà per molto tempo. Il passare del tempo e l'affermarsi della fotografia digitale e soprattutto la diffusione di internet che ha permesso la facile reperibilità di informazioni sempre aggiornate con prove di apparecchi fotografici direttamente visualizzabili sul computer dell'utente in maniera quasi sempre gratuita, hanno comportato difficoltà sempre maggiori per le riviste di fotografia cartacee, alcune hanno cessato le pubblicazioni, come Reflex fondata da Giulio Forti ex collaboratore di Fotografare, altre hanno visto ridursi le vendite in edicola, tanto che la stessa Fotografare cessò improvvisamente le pubblicazioni con il numero di Novembre 2017, direttore Massimo Marciano.
La testata, acquisita dalla Zona Franca Editrice, è ricomparsa nelle edicole con lo stesso logo, nel giugno 2019 con cadenza mensile, escluso il numero unico di agosto- settembre. Dal 2020 come si può constatare dal sito della rivista, le pubblicazioni divennero anche bimestrali, furono infatti pubblicati i numeri unici di febbraio- marzo e agosto e settembre. Nel 2021 furono pubblicati, oltre le pubblicazioni mensili, i numeri unici di dicembre 2020 gennaio 2021 e di agosto- settembre. La rivista era quindi a carattere bimestrale per dicembre-gennaio e agosto-settembre, restando mensile per gli altri mesi dell'anno. Nel 2022 furono pubblicati i numeri di dicembre 2021 gennaio 2022, numeri unici, e i numeri mensili fino a novembre 2022. Fu poi pubblicato il numero unico di dicembre 2022 gennaio 2023. Questa è l'ultima pubblicazione della seconda serie della rivista Fotografare, alla data del 1º ottobre 2023 non si ha notizia di nuove pubblicazioni e in edicola si riesce a trovare alla data del 1º ottobre 2023 il numero di novembre 2022. Non si sa quindi quale distribuzione abbia avuto il numero di dicembre 2022 gennaio 2023. Alla data del 1º ottobre 2023 il sito è ancora funzionante, ma non è attiva la pagina degli abbonamenti e risulta pubblicato il citato numero di dicembre 2022 gennaio 2023. Risultano pubblicati 35 numeri. Non si è quindi in grado di dire se la sospensione delle pubblicazioni sia definitiva o temporanea.